# (16249) Cauchy
(16249) Cauchy est un astéroïde de la ceinture principale.

## Description
(16249) Cauchy est un astéroïde de la ceinture principale. Il fut découvert par Paul G. Comba le 29 avril 2000 à Prescott. Il présente une orbite caractérisée par un demi-grand axe de 2,837 UA, une excentricité de 0,027 et une inclinaison de 2,9598° par rapport à l'écliptique.
Il fut nommé en hommage au mathématicien français Augustin-Louis Cauchy (1789-1857).

## Compléments